# عود مولا (شيروان)
عود مولا (بالفارسية: عودمولا) هي مستوطنة تقع في إيران في قسم شیروان الريفي. يقدر عدد سكانها بـ 119 نسمة .